# Défi Création et Construction Automobile
Défi Création et Construction Automobile war ein französischer Hersteller von Automobilen.

## Unternehmensgeschichte
Das Unternehmen aus der Rue de Rivoli in Lille begann 1973 mit der Produktion von Automobilen. 1997 endete die Produktion. Der Markenname lautete Défi.

## Fahrzeuge
Das wichtigste Modell Sterling war eine Lizenzfertigung des englischen Nova. Das Fahrzeug wurde sowohl komplett als auch in Kit-Form verkauft. Für den Antrieb standen zunächst Einbaumotoren von Volkswagen und Porsche zur Wahl, später waren auch V6-Motoren von Peugeot und Renault mit 200 PS Leistung erhältlich. Im Gegensatz zu anderen Nova-Lizenzfertigungen wurden auch Cabriolet- und Targaversionen angeboten.
Das zweite Modell Irania war ein offenes, Jeep-ähnliches Fahrzeug mit der Technik des VW Transporters. Der Erfolg dieses Modells war gering.

## Verkaufspreise desSterlingin Frankreich
| Ausführung                              | Preis 1994/95 | Preis 1996/97 |
| --------------------------------------- | ------------- | ------------- |
| Kit für VW-Mechanik                     | 49.264        | 59.412        |
| Kit für Sechszylindermotor              | 53.889        | 64.990        |
| Komplettfahrzeug mit VW-Mechanik        | 167.361       | 201.837       |
| Komplettfahrzeug mit Sechszylindermotor | 265.375       | 320.042       |

(Alle Preise in Französischen Franc.)

## Verkaufszahlen
Das Unternehmen stellte pro Jahr etwa 15 Fahrzeuge her.